# Liguus virgineus
Liguus virgineus, је врста пужа, копнени мекушац са плућима из породице Orthalicidae.
То је типична врсте рода Liguus.

## Дистрибуција
Ова врста је поријеклом из Карипског острва Хиспаниола (Хаити и Доминиканска Република), источно од Кубе.
Међутим, током протеклих 25 година било је најмање три одвојена извештаја о живим примерцима који су пронађени у Флорида Кију (Ки Ларго, Лонг Ки, Ки Вест).
У једном таквом извјештају око 1989. године, наредник америчког ратног ваздухопловства обавјестио је о проналажењу живог пара на стаблу банана у свом дворишту док је живио у стамбеној згради америчке владе у Сигбе Парку на Ки Весту. Две шкољке су позитивно идентификоване као Liguus virgineus, али нису пронађени живи примјерци у Ки Весту.

## Станиште
Пужеви живе на дрвећу и хране се маховином, гљивама и микроскопским алгама које се налазе на кори.

## Опис
Љуске Liguus virgineus могу достићи дужину од 30-60 mm. Ове мале шкољке су овално-конусног облика, танке али робусне. Површина љуске је глатка и сјајна. Отвор је полукружан. Позадинска боја љуске је бијела или кремасто-бијела, са танким свијетлим спиралним пругама наранџасте, љубичасте и жуте боје. Отвор може бити тамносив или бијелољубичаст са црвеним уснама.

## Заштита
Шкољке ових копнених пужева годинама су биле претјерано скупљане за продају због свог лијепог изгледа. Уништавање шумског станишта и комерцијално сакупљање може довести до изумирања ове врсте. Сада је сакупљање и продаја ових шкољки забрањено законом.